# Festival Internacional de Poesía de Medellín
El Festival Internacional de Poesía de Medellín es un evento internacional anual de carácter cultural que se realiza desde 1991 en la ciudad de Medellín, Colombia, el cual reúne poetas de diferentes: generaciones, tendencias expresivas, regiones del mundo, tradiciones poéticas y culturales; los cuales realizan las lecturas de sus poemas en más de 40 lenguas de manera masiva en teatros, teatros al aire libre, auditorios, así como también en los diversos parques de los barrios del Área Metropolitana del Valle de Aburrá, entre otros.
Su principal objetivo es mantener una conciencia colectiva de la sociedad a través de la poesía, y desde el 2002, gradualmente, se ha realizado a la vez en otros 29 municipios de Antioquia y 23 ciudades colombianas.

## Historia

### Antecedentes
Durante la década de 1980 se inició la publicación de las revistas: Prometeo, Punto Seguido e Interregno que divulgaban el trabajo de poetas de Medellín. Las anteriores realizaron una edición antológica de poetas colombianos: Poetas de abril y organizaron los primeros encuentros bajo el lema: La poesía tiene la palabra, como respuesta a la convocatoria hecha por la Casa de poesía Silva.

### Nacimiento
El 28 de abril de 1991 se inaugura tímidamente el I Festival, que en ese entonces se llamó Un día con la poesía. Contó con la participación de 16 poetas colombianos y obtuvo una asistencia de 1 500 personas. Fue organizado por la Corporación de Arte y Poesía Prometeo, en cabeza de su director Fernando Rendón y la administración del Cerro Nutibara, quien alojó el evento en el teatro al aire libre Carlos Vieco.
| «Sucede en la ciudad el vigoroso crecimiento de la expresión poética, desde el anonimato hasta el identificado por el corazón, una instancia colectiva que vuelve certidumbre el llamado de Saint-John Perse: Que el poeta diga a todos claramente, el gusto de vivir este tiempo fuerte. Nuestra convocatoria se formula en la señal que nos enlaza y se erige rito y festejo.» —Fragmento de la declaración del comité organizador. |

Entre el 23 al 29 de abril de 1992, el II Festival, contó con la presencia de 36 poetas de ocho naciones de Europa y América. Se realizaron 16 lecturas de poemas, además se sumó la participación de un grupo de música y se realizaron conferencias y ciclos de cine y de video. Respecto a la participación internacional de poetas, fue algo sin precedentes en Colombia, como también lo fue el considerable número de poetas colombianos, sin contar con la asistencia del público (cerca de 20 000 espectadores). Se contó, por primera vez, con la participación del poeta Manipiniktikinia, como representante de la nación indígena Kuna-Tule de Panamá.
| «Por su naturaleza misma, la poesía se erige como antídoto contra la barbarie y en sustancia fundamental de conocimiento, en visión y actitud nuevas y renovadoras del espíritu de la urbe conmocionada, sin ella no sería posible un nuevo lenguaje y la esperanza firme de la comunión entre los humanos...» —Fragmento de la declaración de los organizadores. |

| «En América Latina estamos más preocupados por hablar que por oír, más preocupados por escribir que por leer, más preocupados por aparecer en el escenario que por observar. Y un Festival como éste es una especie de gran apuesta hacia la atención. El valor de esto es el de suspender por un momento el mundo y permitirnos oírlo en sus formas inocentes, originales. Y esas son formas de la atención. No sólo vivimos con prisa, sino sin saber qué queremos. Nos hace falta atención... Lo importante de este Festival, aunque suene paradójico, es que llaman la atención sobre el silencio.» —Fragmento de una entrevista para la prensa del poeta mexicano Adolfo Castañón. |

### Evolución
Entre el 2 y el 8 de junio de 1993, durante el III Festival, la cobertura de los medios aumentó, incluso en el extranjero: Perú. Venezuela, Argentina, Estados Unidos, 
En su tercera versión, la lectura inaugural fue en el Teatro Metropolitano de Medellín y la clausura en el Coliseo Cubierto Mayor de Medellín Iván de Bedout. Se realizaron 26 lecturas en varias zonas de la ciudad del municipio de Medellín y conciertos musicales, exposiciones y espectáculos de danza como actividades complementarias. Participaron 42 poetas de 16 países de Europa, Asia y América. La asistencia aproximada rondó los 50 000 espectadores. Para esta versión del Festival se destaca la utilización de los espacios abiertos como parques y calles de la ciudad. En esta versión se logra ver el impacto inesperado del Festival, no solo por la cantidad de poetas asistentes sino, también, por la acogida de la población del Área Metropolitana del Valle del Aburrá. A partir de esta versión, se asume el mes de junio como la fecha para la celebración, pues a finales de este mes se entra en el solstico de verano momento en el que la tierra está más cerca del sol.
En el mes de junio de 1994, entre el 2 y 8, el IV Festival se inaugura, por segunda vez en el Teatro Metropolitano y se clausura en el Teatro Carlos Vieco del Cerro Nutibara, durante un momento de crisis política, económica y social en Colombia. Participaron en esta entrega 45 poetas de 27 países de Europa, Asia, África y América. Se realizaron 27 lecturas de poemas, versiones de poemas para sordomudos escritos por Samuel Vásquez, cuatro exposiciones, una conferencia y un acto de poesía y teatro. Todo esto se llevó a cabo en 35 sedes en la ciudad de Medellín y dos municipios del departamento de Antioquia, con una asistencia aproximada de 60 000 personas, en algunos casos excediendo la capacidad de los espacios.  
Sin importar si llovía o si se estaba realizando un evento futbolístico, la asistencia fue abrumadora.
El V Festival se realizó entre el 7 al 14 de junio de 1995.  Las lecturas de inauguración y de clausura se llevaron a cabo en el Cerro Nutibara, que es el sitio emblemático del Festival debido a la gran concurrencia de espectadores a este lugar.  Asistieron 48 poetas de 24 países de África, Asia, América, Europa y Oceanía, siendo la primera vez en la que hacen presencia los cinco continentes. En este año, hace su presentación la poesía sonora, un nuevo elemento de expresión experimental. También se sentaron las bases para la celebración de la Escuela de poesía de Medellín.
13 al 20 de junio de 1996, Se inaugura el VI Festival, es el primero en usar lema. Se contó con la participación de 37 poetas de 21 naciones. Se realizaron 31 lecturas. Tuvo una concurrencia aproximada de 60 000 espectadores.    Además, durante esta versión del Festival, se da inicio a la I Escuela de poesía de Medellín, con la labor conjunta del Festival, la Escuela de poesía de Viena, y de la Universidad de Antioquia.

Debido a la grave situación de guerra interna y al deterioro, en ese entonces, de la economía colombiana, el Departamento de Estado de los Estados Unidos emite una circular advirtiendo de los peligros de viajar a Colombia (advertencia que para el 2011 seguía vigente). Sin embargo, se celebró la IX edición del Festival, del 18 al 26 de junio de 1999. Contando con la participación de 44 poetas de los cinco continentes y 17 poetas colombianos (y aun con la advertencia de EE. UU. asistieron dos poetas estadounidenses).  Así las cosas, se consolida el Festival Internacional de Poesía de Medellín. No obstante la situación social, económica y de seguridad del país, hubo un notorio incremento de la asistencia del público a todos los actos del festival, el aumento de ventas de libros de poesía, y la expansión del festival a nuevas ciudades del departamento de Antioquia y de Colombia, con lo que se amplió el número de lecturas a 77.
Para el X festival, celebrado entre el 23 de junio al 2 de julio de 2000, se contó con la participación de 71 poetas de 45 países y, por primera vez (anteriormente, sólo se había contado a lo máximo con una), de varias naciones indígenas (Acoma Estados Unidos, Uitoto Colombia, Mapuche, Chile, Quechua Ecuador Wayúu, Colombia y Venezuela, se realizaron 88 lecturas en Medellín, Bogotá (Cundinamarca), Cartagena de Indias (Bolívar), Barranquilla (Atlántico), Santa Marta (Magdalena), Tunja (Boyacá), Ibagué (Tolima), Pereira (Risaralda), Armenia (Quindío), Bucaramanga (Santander), Quibdó (Chocó), Barrancabermeja (Santander), Villavicencio (Meta) y Leticia (Amazonas).  Cabe resaltar la participación de expresiones poéticas de las naciones indígenas (cantos ceremoniales, relatos míticos de la creación del mundo y poemas).
Durante XI Festival, llevado a cabo entre el 1 y el 10 de junio de 2001, se contó con programación complementaria, como: la V Escuela Internacional de poesía, la exposición internacional de poesía experimental, entre otras.  También se realizó la primera entrega del Premio de poesía en lengua castellana, que otorga el Festival Internacional de Poesía de Medellín; la ganadora fue la poetisa uruguaya Marosa di Giorgio†.
Para el 2002, durante un deterioro del orden público en Colombia, sin antecedentes históricos se inaugura el XII festival entre el 21 y 31 de junio que en esa ocasión contó con la participación de cerca de 70 poetas de 54 naciones. Tuvo una audiencia de 180 000 espectadores, aproximadamente, principalmente jóvenes. Se realizaron 101 lecturas en 25 ciudades de colombianas. Se destaca el mensaje de solidaridad enviado por Paul McCartney A message of peace (Un mensaje de paz), en el cual expresa su creencia en que la poesía puede ser usada como un poderoso instrumento que conduce a la paz a nivel mundial.
Durante el XIII festival, que se realizó desde el 14 hasta el 21 de junio de 2003 en Medellín y en 18 ciudades del país, el cual contó con la participación de 64 poetas de 39 países, y se realizaron 77 lecturas. Cabe resaltar la inauguración de la I Cumbre de la poesía mundial por la paz de Colombia, que sesionó del 16 al 19 de junio de ese mismo año. Se trataron los siguientes temas:
1. Mesa de instalación (participantes): David Best (Suiza), Guillermo Segura (Subsecretario de cultura del municipio de Medellín), Julián Malatesta (Poeta colombiano que moderó la cumbre), Gonzalo Rojas† (Poeta Chileno) y Francisco Sesto (poeta y Viceministro de cultura de la República Boliviarana de Venezuela),
2. Cultura y globalización,
3. El escritor y la política,
4. Desplazamiento forzoso,
5. Biodiversidad, etnicidad y derechos culturales, y
6. El conflicto colombiano visto por los poetas.

Los invitados a la cumbre fueron los poetas participantes del festival, el gobierno nacional de Colombia, el cuerpo diplomático acreditado en Colombia, las Fuerzas Armadas de Colombia, entidades culturales oficiales, organismos nacionales e internacionales de Derechos humanos, asociaciones sociales de desplazados, varias ONG, artistas, escritores, periodistas, académicos y diversas personalidades involucradas en la solución del conflicto armado.
Entre el 17 y 24 de junio de 2005, se celebra el XV festival, este fue el primero en ser televisado en directo durante tres de los actos programados, contó con la participación del Premio Nobel de Literatura de 1986 Wole Soyinka. Se programaron y ejecutaron 88 lecturas de poemas y 17 actividades de la Escuela de poesía.
El Festival llega en el 22 de julio de 2007 a su XVII edición, y a lo largo de este trayecto contabiliza la presencia de poetas de 87 naciones de todos los continentes. Se destaca que los asistentes soportaron una tormenta durante tres horas, mientras los poetas asistentes realizaban sus lecturas.
Entre el 18 y el 25 de junio, representantes de los cinco continentes que se dieron cita en Medellín para celebrar la memoria de Eleusis, homenajear a Rimbaud y, entre sus incontables actividades en torno al fuego de la poesía, sin lugar a dudas, seguir trabajando por la paz de Colombia y el mundo.

## Cronología
| Festival Internacional de Poesía de Medellín |                                   |                                                             |                                  |                                  | |
| Evento                                       | Evento                            | Cantidad de naciones participantes (Exceptuando a Colombia) | Cantidad de poetas participantes | Cantidad de poetas participantes | Notas |
| Versión                                      | Fecha                             | Cantidad de naciones participantes (Exceptuando a Colombia) | Sin Colombia                     | Con Colombia                     | Notas |
| I                                            | 28 de abril de 1991               | 0                                                           | 0                                | 16                               | |
| II                                           | 23 al 29 de abril de 1992         | 8                                                           | 9                                | 36                               | - Participó la nación indígena Kuna-Tule de Panamá. |
| III                                          | 2 al 8 de junio de 1993           | 16                                                          | 27                               | 42                               | - Se escoge el mes de junio como propicio para el festival, pues por esa fecha el sol está más cerca. |
| IV                                           | 2 al 8 de junio de 1994           | 26                                                          | 32                               | 45                               | |
| V                                            | 7 al 14 de junio de 1995          | 23                                                          | 33                               | 48                               | |
| VI                                           | 13 al 20 de junio de 1996         | 20                                                          | 24                               | 37                               | - Se celebra la I Escuela de poesía. |
| VII                                          | 13 al 21 de junio de 1997         | 33                                                          | 39                               | 51                               | - Participaron las naciones indígenas Mapuche de Chile y Kogui de Colombia. |
| VIII                                         | 12 al 20 de junio de 1998         | 45                                                          | 52                               | 71                               | - Participaron las naciones indígenas Mapuche de Chile y Kogui de Colombia y un representante de una nación aborigen australiana. |
| IX                                           | 18 al 26 de junio de 1999         | 39                                                          | 44                               | 61                               | - Participó la nación Tuareg, cuyo representante nació en Níger. - Se entrega, por primera vez, el Premio de poesía en lengua castellana. |
| X                                            | 23 de junio al 2 de julio de 2000 | 44                                                          | 55                               | 71                               | - Hubo representación de varias naciones indígenas: Acoma de Estados Unidos, Uitoto de Colombia, Mapuche de Chile, Quechua de Ecuador y Wayúu de Venezuela y Colombia. |
| XI                                           | 1 al 10 de junio de 2001          | 69                                                          | 81                               | 99                               | - Se presentaron las naciones indígenas Arsario, Kamsá, Wayúu y Yanacona de Colombia; la nación Maorí de Nueva Zelanda; Mapuche de Chile; Maya y Zapoteca de México. Siendo la versión con mayor cantidad de representantes de naciones indígenas y mayor cantidad de poetas. - La actriz francesa Nathalie Richard y Thomas Wohlfahrt asistieron en representación de Literatur Express de Francia. |
| XII                                          | 21 al 30 de junio de 2002         | 50                                                          | 53                               | 69                               | - Paul McCartney envía un mensaje de solidaridad: A message of peace (Un mensaje de paz). |
| XIII                                         | 14 al 21 de junio de 2003         | 40                                                          | 47                               | 62                               | - Se realiza la I Cumbre de la poesía mundial por la paz de Colombia. |
| XIV                                          | 18 al 26 de junio de 2004         | 42                                                          | 47                               | 63                               | |
| XV                                           | 24 al 2 de junio de 2005          | 47                                                          | 59                               | 78                               | - Primer Festival internacional de poesía en ser televisado. - Participación del Premio Nobel de Literatura Wole Soyinka. |
| XVI                                          | 24 de junio al 2 de julio de 2006 | 39                                                          | 46                               | 64                               | - El Premio Nobel Alternativo es otorgado al Festival. |
| XVII                                         | 14 al 22 de julio de 2007         | 48                                                          | 55                               | 71                               | - I Premio Nacional de Poesía Festival Internacional de Poesía de Medellín |
| XVIII                                        | 5 al 12 de julio de 2008          | 43                                                          | 45                               | 59                               | |
| XIX                                          | 4 al 11 de julio de 2009          | 39                                                          | 44                               | 59                               | - El festival es declarado Patrimonio cultural de Colombia |
| XX                                           | 8 al 17 de julio de 2010          | 55                                                          | 63                               | 93                               | |
| XXI                                          | 2 al 9 de julio de 2011           | 43                                                          | 62                               | 82                               | |
| XXII                                         | 23 al 30 de julio de 2012         | 47                                                          | 51                               | 69                               | |
| XXIII                                        | 6 al 13 de julio de 2013          |                                                             |                                  |                                  | |
| XXIV                                         | 19 al 27 de julio de 2014         | 34                                                          | 51                               | 71                               | |

## Impacto

### En la sociedad colombiana
Las actividades en el contexto del Festival Internacional de Poesía, como la Escuela Internacional de Poesía que ha beneficiado a más de 1 500 personas, a nivel de su formación cognoscitiva respecto a la poesía, mediante cursos altamente calificados, realizados por poetas de gran trayectoria.
Otorga el Premio Internacional de Poesía para libros publicados en español, el Premio Latinoamericano de Poesía Ciudad de Medellín, el Premio de Estímulo a la Joven Poesía Colombiana y el Premio Gaceta de Cuba conjuntamente con la revista Gazeta.

### Impacto en la comunidad internacional
El Festival Internacional de Poesía de Medellín convoca a los poetas, artistas y creadores de nuestro tiempo, para converger con los pueblos del mundo en una lucha compartida sobre la tierra hasta alcanzar una nueva humanidad, sin guerras expoliadoras ni injusticia social, como expresión del sueño antiguo y nuevo de la especie humana.
Para lograr este objetivo, se fundó el Movimiento Poético Mundial, durante el XXI Festival Internacional de Poesía de Medellín, al cual asistieron los 37 directores de festivales internacionales de poesía. Entre sus objetivos se encuentra el de «incluir a la mayoría de los más sólidos festivales internacionales de poesía, los poetas, las escuelas de poesía y las publicaciones impresas y virtuales, para incrementar nuestra mutua cooperación y así vigorizar la voz individual y colectiva de la poesía en nuestro tiempo».
Dentro de sus actividades adicionales y programas de divulgación, el Festival ha creado acciones cooperadas con festivales poesía latinoamericana de Venezuela, Cuba, Puerto Rico y, pronto, Costa Rica, el Salvador, Nicaragua y Argentina. También ha contribuido a reforzar muchos de ellos, y crear el Festival de Poesía Itinerante de África. Edita, en español y en inglés, la subpágina web «Colombia»  de la «Poetry International Web» de Róterdam, en la que más de 70 poetas colombianos ya han sido incluidos, y una antología única de la poesía en todo el mundo en YouTube, con 343 poemas de 345 poetas de 133 países de los cinco continentes.

## Participantes destacados
- Adolfo Castañón[8] (Poeta, ensayista, editor y crítico literario mexicano)
- Affonso Romano de Sant'Anna[9] (Escritor brasileño)
- Anise Koltz (Escritora y traductora luxemburguesa)
- Raúl Gómez Jattin†[49] (Poeta cartagenero).
- Gonzalo Rojas†[25] (fue un profesor y poeta chileno perteneciente a la llamada «Generación de 1938». Galardonado con el Premio Miguel de Cervantes en el 2003.)
- Haroldo dos Campos†[29] (Poeta y traductor brasileño. Galardonado con el Premio Jabuti de Literatura en 1991, 1993, 1994, 1999 y 2002 y el Premio Octavio Paz en 1999).
- Sainkho Namtchylak[29] (Cantante conocida por su canto difónico tuvano o Xöömej)
- Abdulah Sidran[29] (Escritor y poeta bosnio conocido por su apodo Avdo).
- Marosa di Giorgio†[34] (Poetisa uruguaya)
- Wole Soyinka[44] (Escritor nigeriano en idioma inglés. Premio Nobel de Literatura 1986)
- Rita Dove[44] (Poetisa y escritora estadounidense. Ganadora del Premio Pulitzer en poesía de 1987)
- Dacia Maraini, escritora y poeta italiana
- Dimitris Lyacos, escritor y poeta griego
- Olvido García Valdés, poeta española
- Markus Hediger, poeta suizo
- Juan Manuel Roca, poeta colombiano
- Carolina Zamudio, poeta y periodista argentina
- Albeiro Montoya Guiral, poeta colombiano

## Premios y distinciones

### Premio Nobel Alternativo
La fundación Right Livelihood Award (Premio al Sustento Bien Ganado) con sede en Estocolmo, comunicó oficialmente el 28 de septiembre de 2006, que un jurado compuesto por diez personalidades internacionales, tomó la decisión de otorgar el Premio Nobel Alternativo de la Paz en 2006 al Festival Internacional de Poesía de Medellín, «en reconocimiento al coraje y a la esperanza en tiempos de desesperación» entre 73 candidatos de 40 naciones, activistas por la verdad, la paz y la justicia social.
El jurado ha sustentado su determinación de conceder este premio al Festival «por afirmar y expresar los valores humanos de la belleza la creatividad, la libertad de expresión y por su trabajo con la comunidad, en oposición al miedo y a la violencia que prevalecen en Colombia y en el mundo todavía hoy».
El premio Nobel Alternativo fue entregado al director y a representantes del Festival, el 8 de diciembre de 2006, en ceremonia que se celebró en el Parlamento de Suecia.
Según su actual director, el poeta Fernando Rendón, el Festival de Poesía de Medellín se convirtió en un «paradigma en el mundo», especialmente después de que la fundación Right Livelihood Award de Suecia anunció en 2006 que el certamen se galardonó con el llamado Premio Nobel Alternativo, un galardón considerado como la antesala del Premio Nobel de la Paz y entregado por el Parlamento Sueco dos días antes de la ceremonia de los premios Nobel.
El Festival internacional de poesía de Medellín, recibe el Premio Nobel Alternativo en el 2006
| ...por demostrar cómo la creatividad, la belleza, la libertad de expresión y la comunidad pueden florecer y superar, incluso el miedo y la violencia más profundamente arraigados. (…for showing how creativity, beauty, free expression and community can flourish amongst and overcome even deeply entrenched fear and violence.) |

...El premio Nobel Alternativo 2006, concedido al Festival internacional de poesía de Medellín, es un reconocimiento al papel histórico de la poesía en oposición a la cultura de la muerte, que tiene su origen en las autoritarias esferas del poder transnacional.
El poema es la exaltación de la visión del porvenir hecho por todos, se canta en voz alta la historia de la transformación del espíritu humano y de las luchas de los pueblos por la certeza de una edad sin opresión.
Volveremos, sobre la hierba, a entonar el coro del alba.
La piedra desencadenada, será de nuevo luz.
En los grandes tiempos nuevos, nuestros serán el pulso de la primavera y el de la estrella más lejana.
Éste y todos los mundos serán de todos.
Resplandecerá la hora de la vida nueva, el triunfo de la vida sobre la muerte
Fernando Rendón. Fragmento del discurso de aceptación del Premio Nobel Alternativo.

«Estamos felices con este premio porque reconoce tantos años de lucha para construir sociedad desde la poesía», indica Rendón, director del Festival y fundador de la revista literaria Prometeo.
El Premio Nobel Alternativo 2006 concedido al Festival Internacional de Poesía de Medellín es un reconocimiento al papel histórico de una poesía entendida como oposición a la cultura de la muerte. El poema —se considera—, es la exaltación de la visión de un porvenir hecho por todos. Con él se canta en voz alta la historia de la transformación del espíritu humano y de las luchas de los pueblos, tras la esperanza de una edad sin opresión.

### Patrimonio Cultural de Colombia
El festival, al momento de cumplir dos decenios fue declarado patrimonio cultural de Colombia, por la Ley 1291 del 6 de marzo de 2009.

#### Desarrollo
- 18 de octubre de 2006. Radicado el proyecto de ley número 155 de 2006 Cámara cuyos autores fueron:[55]

| Autores del proyecto de ley número 155 de 2006 en la Cámara de representantes y número 062 de 2007 en el Senado |               |                      |                                                        |
| Nombre | Título        | División territorial | Partido                                                |
| Gloria Stella Díaz Ortiz                                                                                        | Representante | Distrito Capital     | Movimiento Independiente de Renovación Absoluta (MIRA) |
| Liliana María Rendón Roldán                                                                                     | Representante | Antioquia            | Partido Conservador Colombiano                         |
| María Isabel Urrutia Ocoró                                                                                      | Representante | Nariño               | Alianza Social Afrocolombiana (ASA)                    |
| Orsinia Patricia Polanco Jusayú                                                                                 | Representante | Distrito Capital     | Polo Democrático Alternativo (PDA)                     |
| Germán Enrique Reyes Forero                                                                                     | Representante | Antioquia            | PDA                                                    |
| Carlos Alberto Zuluaga Díaz                                                                                     | Representante | Antioquia            | Partido Conservador Colombiano                         |
| Omar de Jesús Flórez Vélez                                                                                      | Representante | Antioquia            | Cambio Radical                                         |
| Óscar de Jesús Marín                                                                                            | Representante | Antioquia            | Partido Liberal Colombiano                             |
| Jaime de Jesús Restrepo Cuartas                                                                                 | Representante | Antioquia            | Partido de la U                                        |
| Carlos Arturo Piedrahíta Cárdenas                                                                               | Representante | Antioquia            | Partido Liberal Colombiano                             |
| Jorge Ignacio Morales Gil                                                                                       | Representante | Antioquia            | Partido Liberal Colombiano                             |
| Oscar de Jesús Hurtado Pérez                                                                                    | Representante | Antioquia            | Partido Liberal Colombiano                             |
| Augusto Posada Sánchez                                                                                          | Representante | Antioquia            | Partido de la U                                        |
| William Vélez Mesa                                                                                              | Representante | Antioquia            | Partido de la U                                        |
| Germán Darío Hoyos Giraldo                                                                                      | Representante | Antioquia            | Partido de la U                                        |
| Óscar Alberto Arboleda Palacio                                                                                  | Representante | Antioquia            | Partido Conservador Colombiano                         |
| Odín Horacio Sánchez Montesdeoca                                                                                | Representante | Chocó                | Partido de la U                                        |
| Pedro Vicente Obando Ordóñez                                                                                    | Representante | Nariño               | PDA                                                    |
| River Franklin Legro Segura                                                                                     | Representante | Valle del Cauca      | PDA                                                    |
| Wilson Alfonso Borja Díaz                                                                                       | Representante | Distrito Capital     | PDA                                                    |
| Venus Albeiro Silva Gómez                                                                                       | Representante | Distrito Capital     | PDA                                                    |
| Gloria Inés Ramírez Ríos                                                                                        | Senadora      | Distrito Capital     | PDA                                                    |
| Piedad Esneda Córdoba Ruiz                                                                                      | Senadora      | Antioquia            | PDA                                                    |
| Óscar de Jesús Suárez Mira                                                                                      | Senador       | Antioquia            | Alas Equipo Colombia                                   |
| Guillermo Gaviria Zapata                                                                                        | Senador       | Antioquia            | Partido Liberal Colombiano                             |
| Luis Guillermo Vélez Trujillo†                                                                                  | Senador       | Antioquia            | Partido de la U                                        |
| Jaime Dussán Calderón                                                                                           | Senador       | Distrito Capital     | PDA                                                    |
| Néstor Iván Moreno Rojas                                                                                        | Senador       | Santander            | PDA                                                    |
| Guillermo Alfonso Jaramillo Martínez                                                                            | Senador       | Tolima               | PDA                                                    |
| Jorge Eliécer Guevara                                                                                           | Senador       | Distrito Capital     | PDA                                                    |
| Parmenio Cuéllar Bastidas                                                                                       | Senador       | Nariño               | PDA                                                    |
| Jesús Antonio Bernal Amorocho                                                                                   | Senador       | Distrito Capital     | PDA                                                    |
| Gustavo Francisco Petro Urrego                                                                                  | Senador       | Distrito Capital     | PDA                                                    |
| Luis Carlos Avellaneda Tarazona                                                                                 | Senador       | Distrito Capital     | PDA                                                    |
| Alexander López Maya                                                                                            | Senador       | Valle del Cauca      | PDA                                                    |
| Mauricio Jaramillo Martínez                                                                                     | Senador       | Tolima               | Partido Liberal Colombiano                             |

- 19 de octubre de 2006. Publicado en la Gaceta del Congreso número 470/06.[55]
- 1 de noviembre de 2006. Publicada Ponencia Primer Debate en la Gaceta número 512/06. Los ponentes fueron Óscar de Jesús Marín y Germán Reyes Forero.[55]
- 25 de abril de 2007. Aprobado el texto del proyecto de ley número 155 de 2006 Cámara y 062 de 2007 Senado, en el primer debate por la Comisión IV de la Cámara, publicado en la Gaceta número 256/07.[55]
- 9 de mayo de 2007. Publicada Ponencia Segundo debate en la Gaceta número 231/07. Los ponentes fueron Óscar de Jesús Marín y Germán Reyes Forero.[55]
- 25 de julio de 2007. Aprobado en segundo debate por la plenaria de la Cámara, publicada en las Gacetas 379/07 y 398/07.[55]
- 18 de septiembre de 2007. Publicada ponencia del Tercer debate, publicada en la Gaceta número 498/07. Los ponentes fueron Luis Fernando Duque García y Guillermo Gaviria Zapata.[55]
- 21 de noviembre de 2007. Aprobado el tercer debate por la Comisión IV del Senado, publicado en las Gacetas 192/07, 854/08 y 553/09.[55]
- 26 de noviembre de 2007. Publicada ponencia del Cuarto debate en la Gaceta número 192/08. Los ponentes fueron Luis Fernando Duque García y Guillermo Gaviria Zapata.[55]
- 28 de mayo de 2008. Aprobado el Cuarto debate por la Plenaria del Senado, publicado en la Gaceta número 521/08.[55]
- 12 de agosto de 2008. Objeciones presidenciales, publicadas en la Gaceta número 521/08.[55]
- 13 de agosto de 2008. Comisión accidental para las objeciones del proyecto de ley número 155 de 2006 Cámara y 062 de 2007 Senado. Objeciones presidenciales: Se objeta el artículo 2° con sus parágrafos, pues el Gobierno lo encuentra inconstitucional por violarse el parágrafo 2° del artículo 7° de la Ley 819 de 2003 y por vulnerar el artículo 151 de la constitución, toda vez que los recursos requeridos para financiar su implementación no contaban con la respectiva fuente de financiación, tal como fue señalado por el ministro de Hacienda y Crédito Público y por considerarse como una orden de parte del Legislativo al Ejecutivo. Los ponentes aclararon que se autoriza al Gobierno a ejecutar tal gasto más no lo obliga a hacerlo. Luego de varias argumentaciones, basadas en las leyes orgánicas de Colombia y en su constitución, la Comisión accidental le sugiere al honorable Congreso, rechazar las objeciones del Gobierno y ordene pasar el proyecto a la Corte Constitucional, para que declare infundadas tales objeciones. Los ponentes fueron Gloria Inés Ramírez Ríos, Luis Fernando Duque García, Óscar de Jesús Marín y Germán Enrique Reyes Forero.[55]
- 19 de agosto de 2008. Aprobada la objeción en Cámara, publicado en la Gaceta número 652/08.[55]
- 7 de octubre de 2008. Aprobada la objeción en Senado, publicado en la Gaceta número 07/09.[55]
- 4 de diciembre de 2008. La Corte Constitucional mediante sentencia C-1197/08 resolvió declarar infundada la objeción Presidencial al artículo 2° del proyecto de ley, y en consecuencia declaró exequible dicho artículo junto con sus dos parágrafos.[55]
- 6 de marzo de 2009. Sancionado como Ley 1291 de 2009, publicada en la gaceta número 141/09 y en el Diario Oficial número 47.283 de la fecha.[56]